# Acuautla, Hidalgo
Acuautla är en ort i Mexiko.   Den ligger i kommunen Huehuetla och delstaten Hidalgo, i den sydöstra delen av landet, 160 km nordost om huvudstaden Mexico City. Acuautla ligger 696 meter över havet och antalet invånare är 759.
Terrängen runt Acuautla är lite bergig. Runt Acuautla är det ganska tätbefolkat, med 149 invånare per kvadratkilometer. Närmaste större samhälle är Huehuetla, 5,5 km sydväst om Acuautla. I omgivningarna runt Acuautla växer huvudsakligen savannskog.